# Yola marginata
Yola marginata är en skalbaggsart som beskrevs av Olof Biström 1983. Yola marginata ingår i släktet Yola och familjen dykare. Inga underarter finns listade i Catalogue of Life.